# Georg von Dollmann

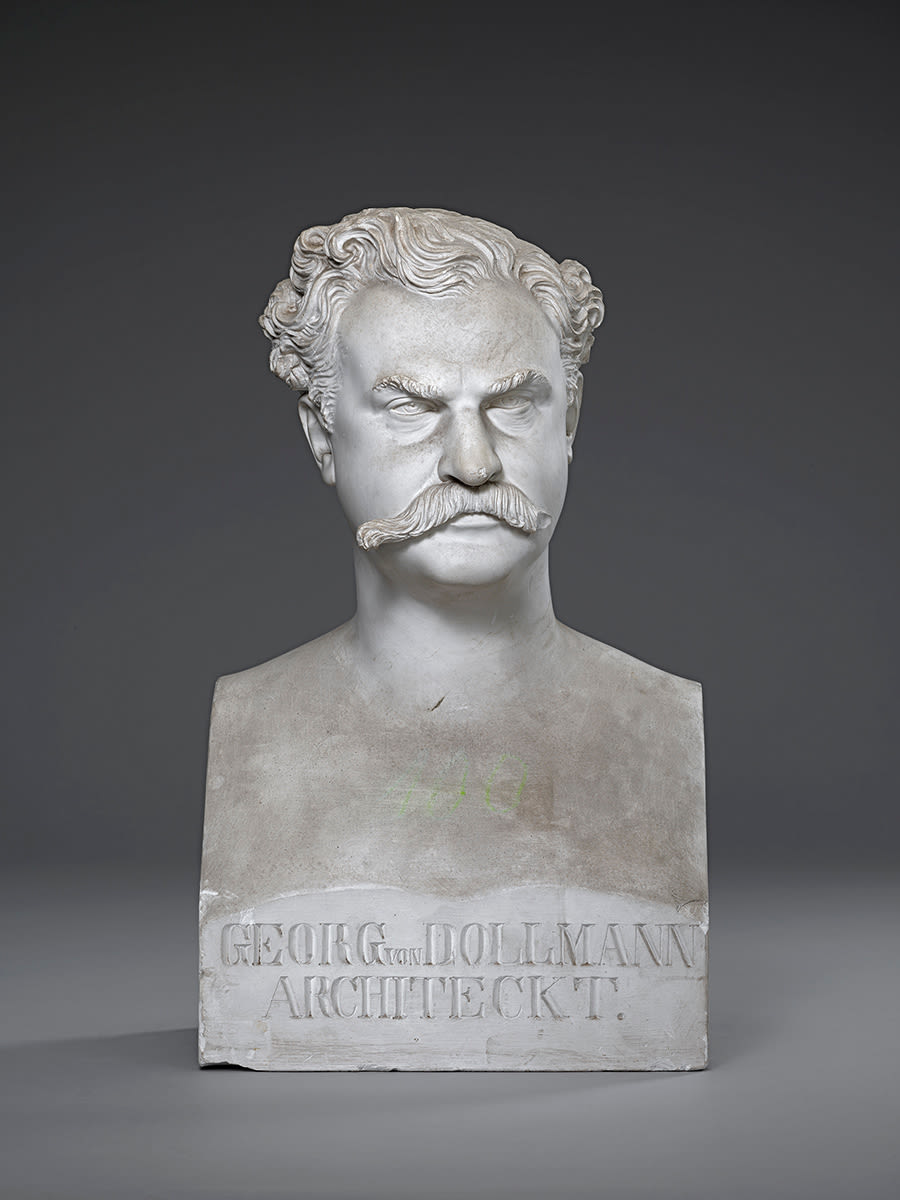
Georg von Dollmann, Büste von Johann von Halbig, vor 1880

Georg Carl Heinrich Dollmann, ab 1875 Ritter von Dollmann, (* 21. Oktober 1830 in Ansbach; † 31. März 1895 in München) war ein deutscher Architekt und bayerischer Baubeamter.

## Leben
Der Sohn eines Beamten besuchte das Gymnasium in Ansbach und kam 1846 nach München, wo er an der Polytechnischen Schule und der Akademie der bildenden Künste seine technische und künstlerische Ausbildung erhielt. Sein erstes Bauwerk war die Stourdza-Kapelle in Baden-Baden. 1854 trat er in den Dienst der Königlich Bayerischen Staats-Eisenbahnen. Bei der Bauabteilung als Bezirksingenieur war er mit der Gestaltung von Eisenbahn-Hochbauten beschäftigt, zum Beispiel beim Umbau des Bahnhofs von Gemünden am Main. Leo von Klenze machte ihn zu seinem Assistenten, in dessen Büro er bis zu Klenzes Tod 1864 arbeitete.
Dollmann vollendete die Befreiungshalle und baute den assyrischen Saal im Hof der Glyptothek aus. Sein erstes größeres selbständiges Werk war die neugotische Stadtpfarrkirche Heilig Kreuz in Giesing, die von 1866 bis 1883 erbaut wurde.
Er entwarf auch Schloss Seeseiten am Starnberger See, das in den Jahren 1866/67 erbaut wurde.
Nachdem er im Auftrag von König Max II. ein prunkvolles, nicht ausgeführtes Bauwerk entworfen hatte, trat er 1868 als Architekt in den Dienst König Ludwigs II. Unter ihm stieg er schnell zum Hofrat, Hofbau-Intendanzrat und Hofbaudirektor auf. 1875 erhielt er den Verdienstorden der Bayerischen Krone und wurde damit in den persönlichen Adelstand erhoben.
1869/70 entwarf er für Ludwig II. in fünf verschiedenen Planungsstufen das Projekt eines byzantinischen Palastes, das aber nicht verwirklicht wurde. Zwischen 1870 und 1872 erweiterte er das Jagdhaus in Linderhof um einen U-förmigen Gebäudekomplex, in dessen Mittelpunkt das Paradeschlafzimmer lag. Diese Anlage wurde von 1874 bis 1879 zum heutigen Schloss Linderhof erweitert, das Jagdhaus versetzt. Ab 1868 ließ Ludwig II. von Dollmann unter dem Decknamen Meicost-Ettal ein Projekt für ein neues Schloss Versailles im Tal von Linderhof planen. Von Dezember 1868 bis September 1873 legte Dollmann dreizehn verschiedene Grundrissvarianten sowie zahlreiche Aufrisse und viele Ansichten für das Schlafzimmer vor. Das Projekt wurde dann ab 1873 auf die Herreninsel im Chiemsee übertragen. Das dortige Neue Schloss Herrenchiemsee blieb unvollendet.
Das Königshaus am Schachen, ein hölzerner Ständerbau, wurde 1869 bis 1872 erbaut. Nach der Pensionierung von Eduard von Riedel im Jahr 1874 übernahm Dollmann von ihm die Leitung der Baumaßnahmen zum Schloss Neuschwanstein, dessen Bau 1869 begonnen worden war.
Dollmann fiel 1884 beim König in Ungnade, weil er für dessen Projekt zum Bau von Schloss Falkenstein zu bescheidene bzw. zu wenig phantastische Pläne geliefert hatte, die Ludwig erzürnt ablehnte. Er musste seinem Mitarbeiter Julius Hofmann Platz machen und wurde pensioniert. Seine Ehefrau Eugenie Félicité Sophie Dollmann, eine Enkelin von Leo von Klenze, starb kurz vor ihm Ende 1894. Georg Dollmann starb 1895 im Alter von 64 Jahren in München.

## Grabstätte

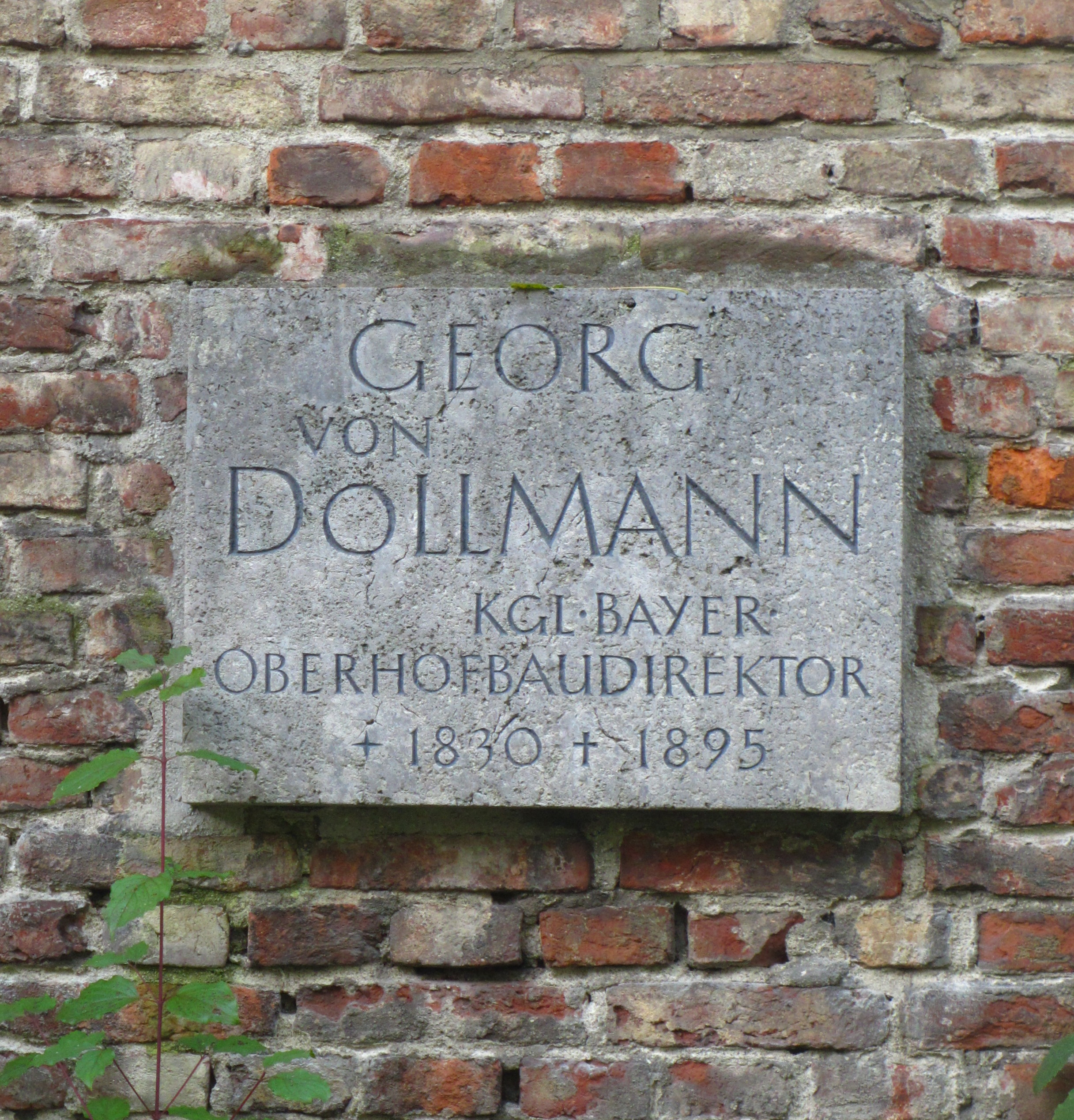
Grab von Georg Dollmann auf dem Alten Südlichen Friedhof in München

Die Grabstätte von Georg Dollmann befindet sich auf dem Alten Südlichen Friedhof in München (Neu Arkaden Platz 112 bei Gräberfeld 42) Standort. Das ehemalige Arkadengrab wurde im Krieg zerstört. An der Stelle hängt heute eine Wandplatte mit der Inschrift: 
„GEORG VON DOLLMANN | KGL. BAYER. OBERHOFBAUDIREKTOR | * 1830 † 1895“

## Bauten
Auswahl von Bauwerken, die Dollmann entworfen oder in der Bauleitung entscheidend mitgeprägt hat:

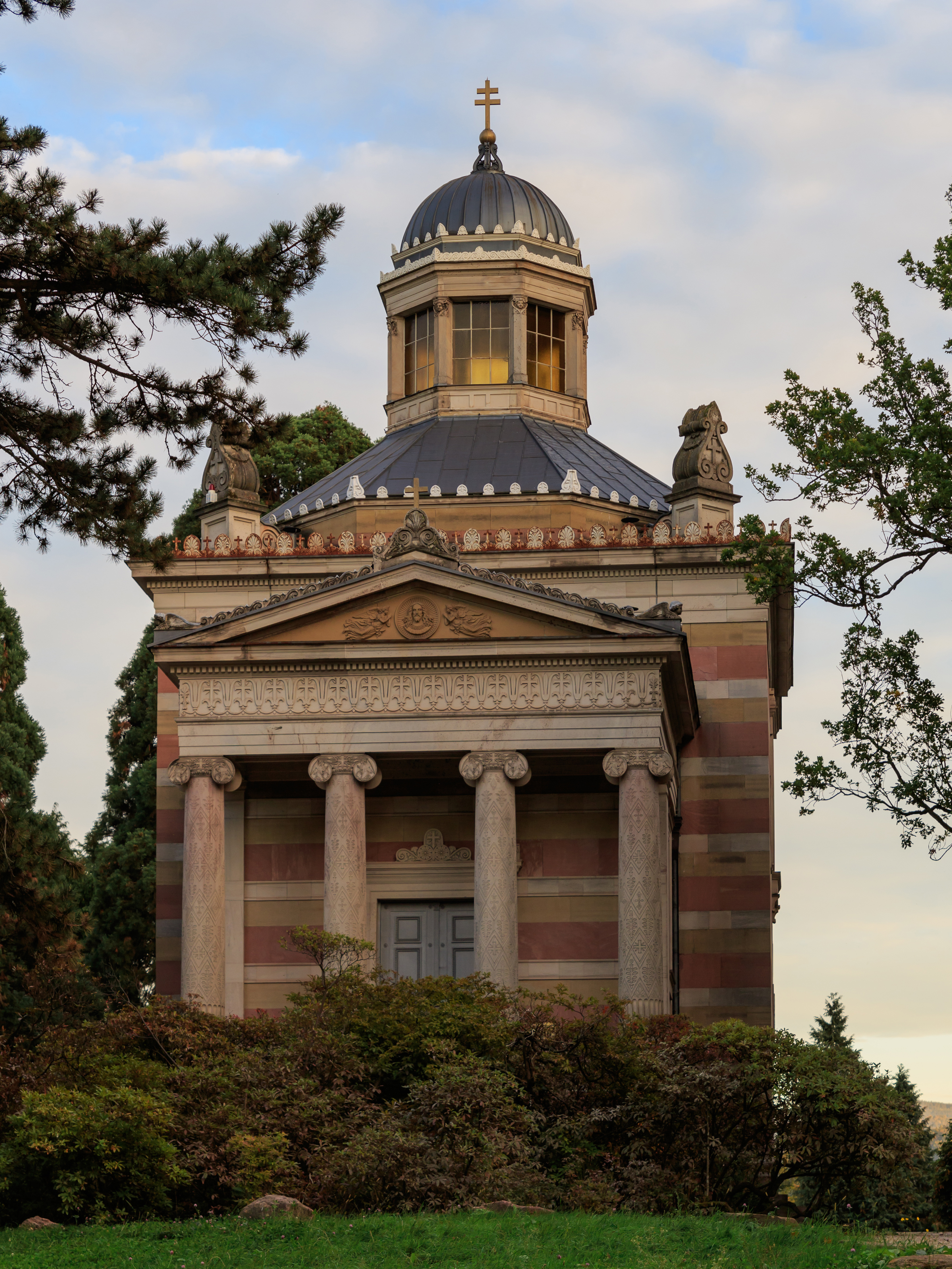
Stourdza-Kapelle in Baden-Baden, 1863–1866
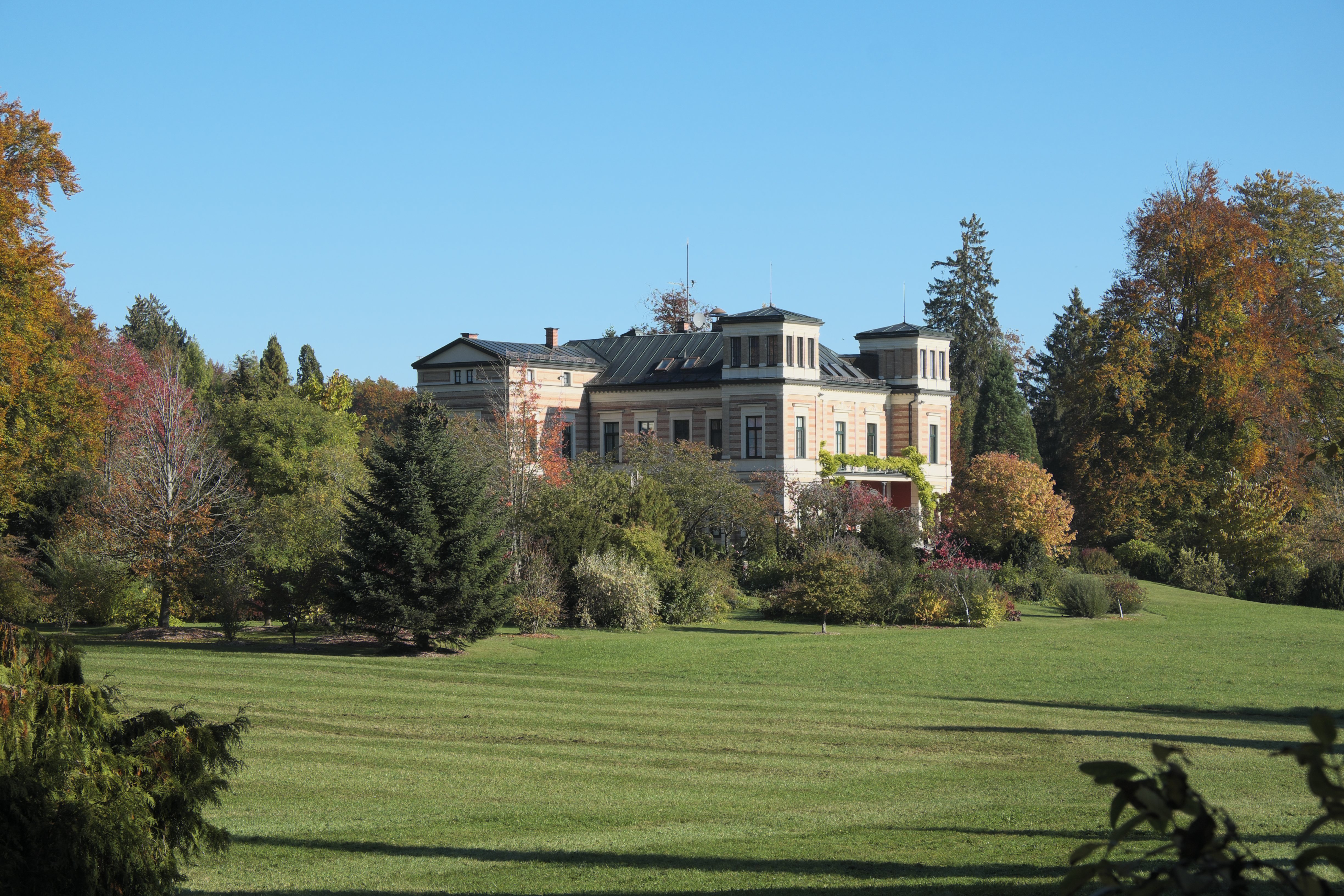
Schloss Seeseiten bei Seeshaupt am Starnberger See, 1866–1867
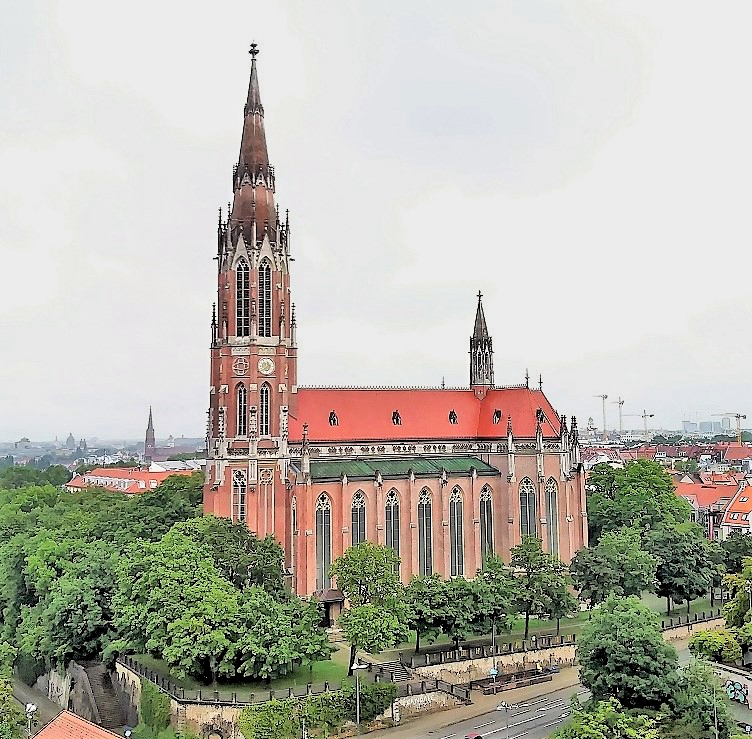
Heilig-Kreuz-Kirche in München-Giesing, 1866–1868
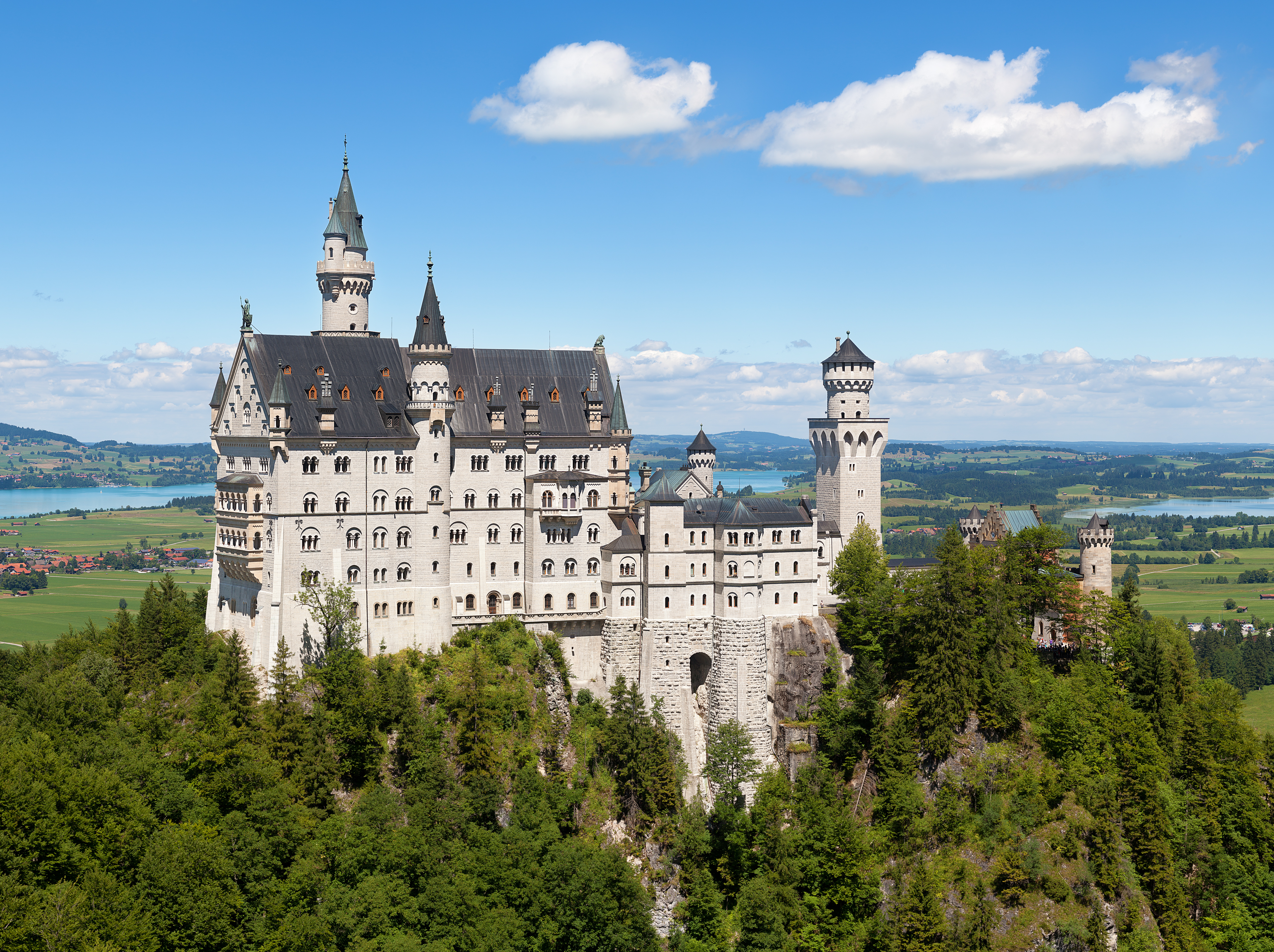
Schloss Neuschwanstein, 1869–1886
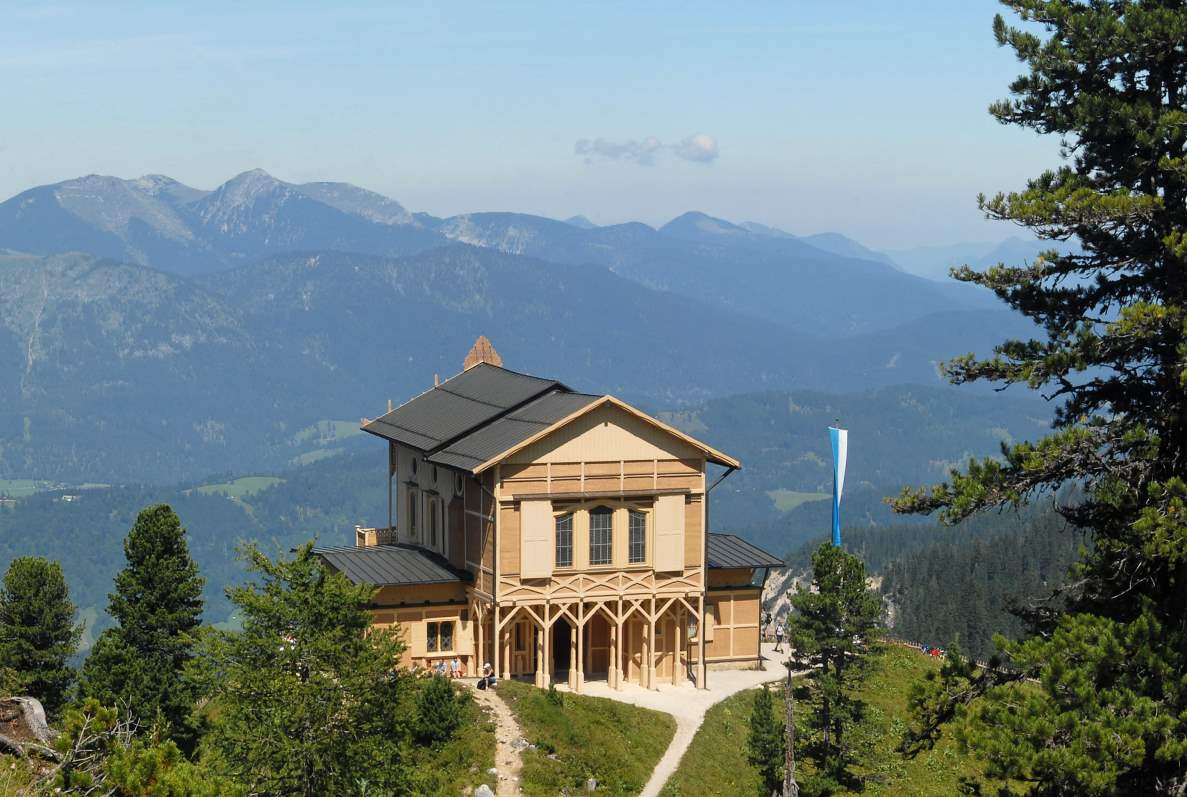
Königshaus am Schachen südlich von Garmisch-Partenkirchen, 1869–1872
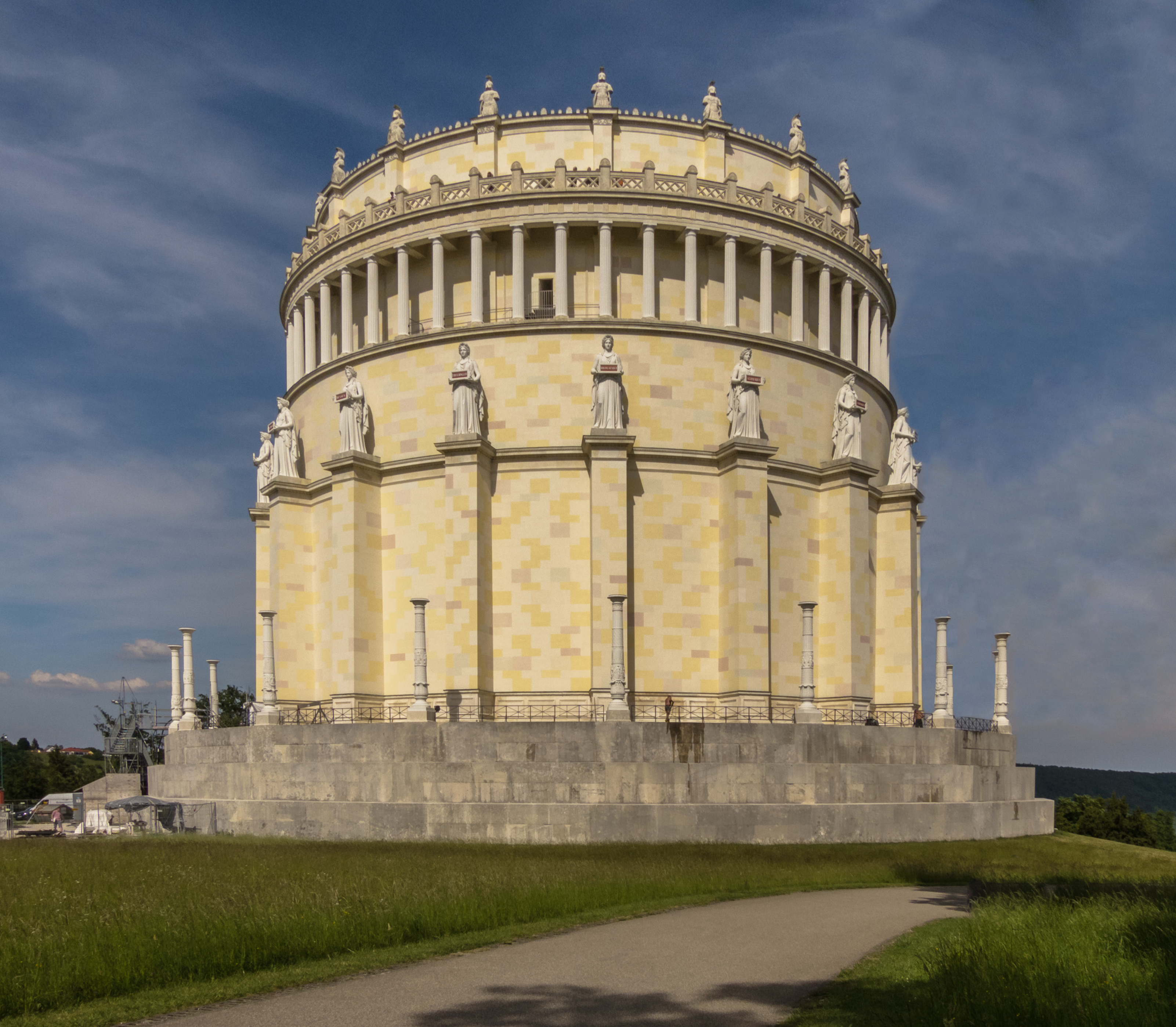
Befreiungshalle bei Kelheim, 1842–1863
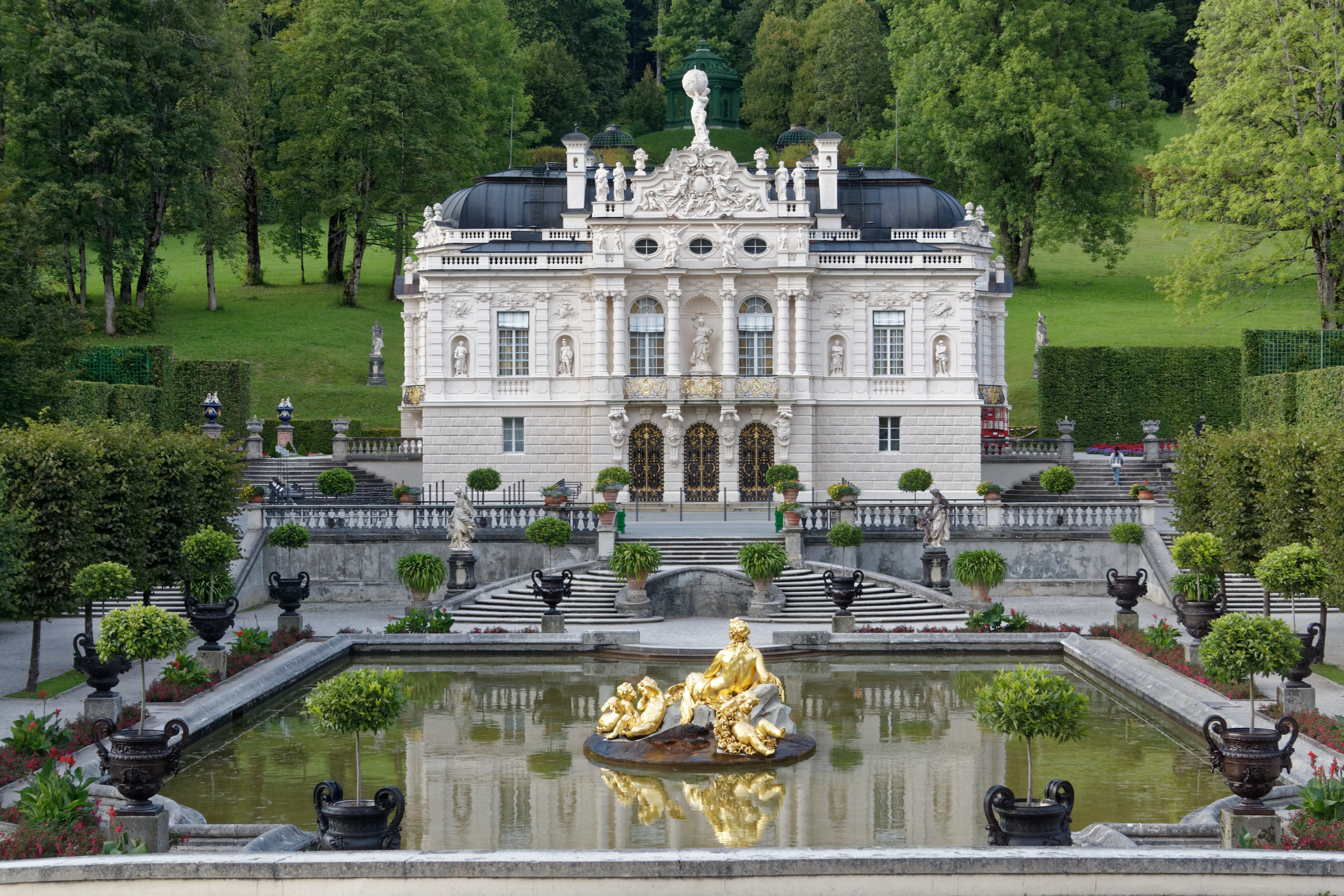
Schloss Linderhof im Graswangtal, 1870–1874
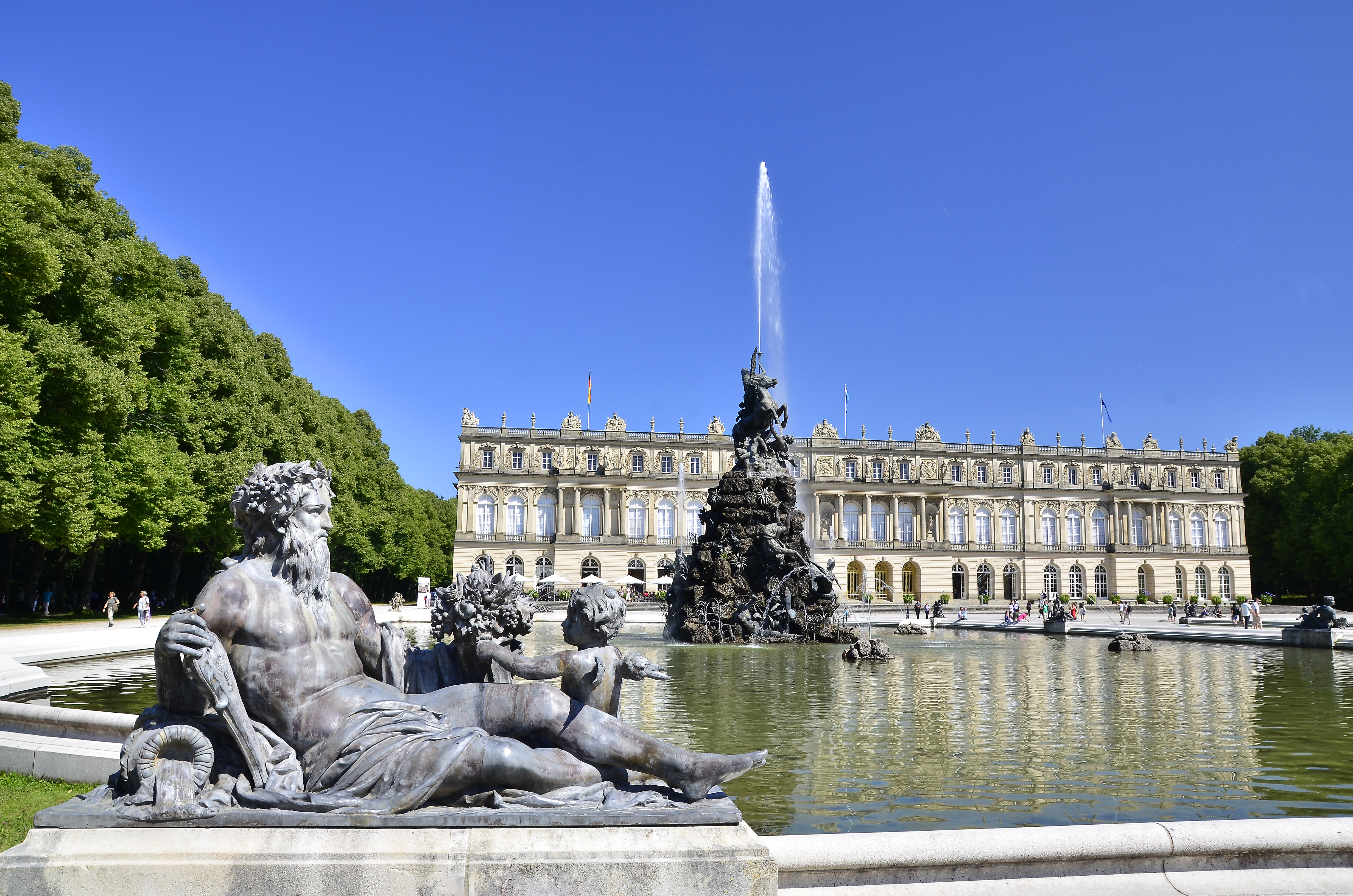
Neues Schloss Herrenchiemsee auf Insel im Chiemsee, 1878–1886
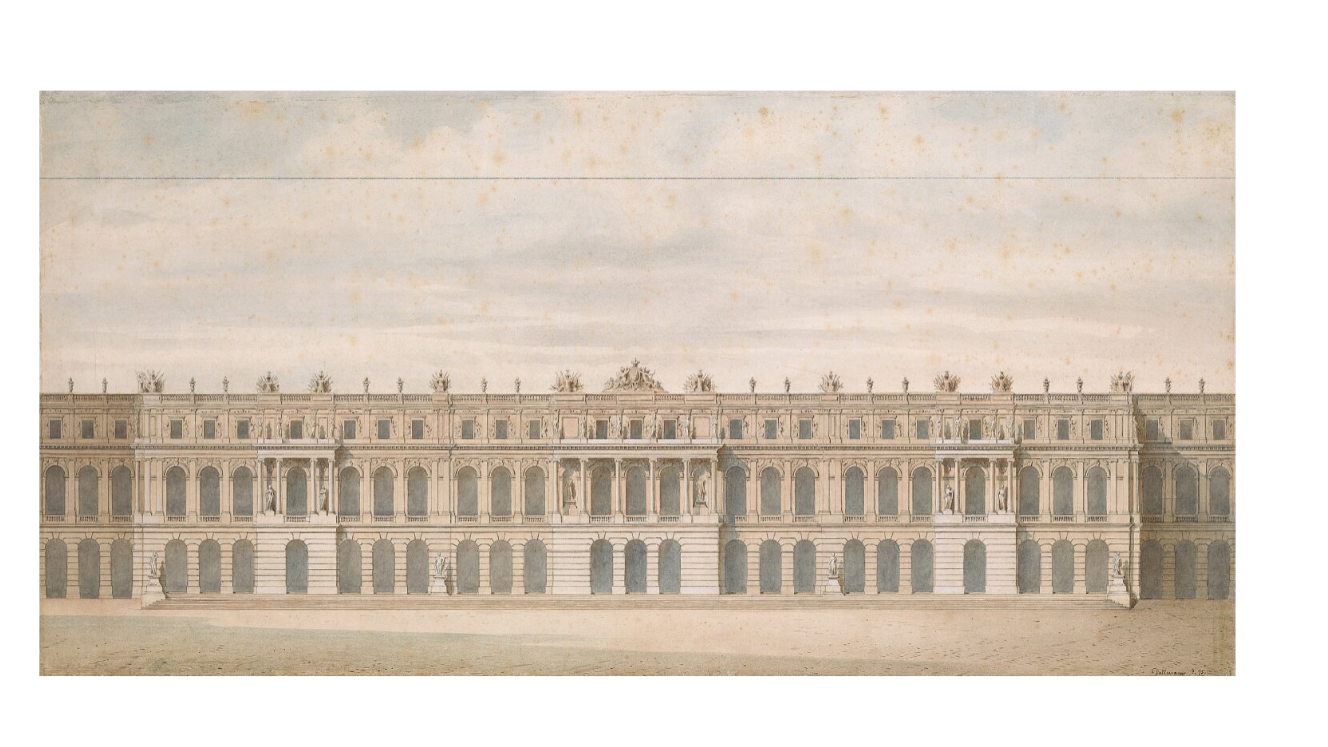
Entwurf Dollmanns zu Schloss Herrenchiemsee, Fassade mit Ansatz Flügelbauten, 1875
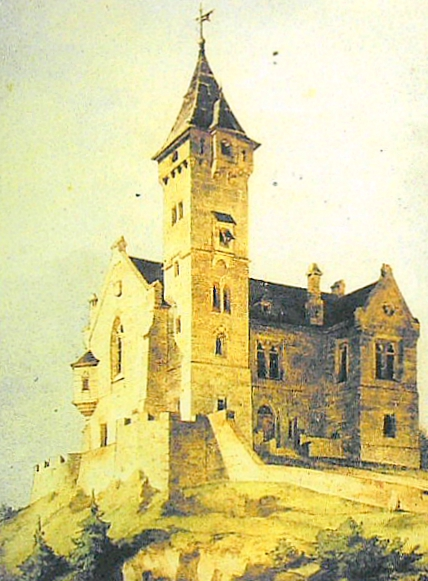
Entwurf Dollmanns für die nicht ausgeführte Burg Falkenstein bei Pfronten, 1884

## Namensgeber für Straßen
Nach Georg Dollmann wurde 1897 (Erstnennung) in München im Stadtteil Untere Au (Stadtbezirk 5 – Au-Haidhausen) die Dollmannstraße⊙ benannt.
Weitere Dollmannstraßen gibt es in:
- Ansbach Dollmannstraße in Ansbach Lageplan[6]
- Bogen (Ndb.) Dollmannstraße in Bogen (Ndb.) Lageplan[7]